# 小行星5122
小行星5122（英語：5122 Mucha）是一颗围绕太阳公转的小行星。1989年1月3日，安東寧·姆爾科斯在克列特发现了此天体。
这颗小行星的绝对星等为259.88514等。